# 金湖广场站

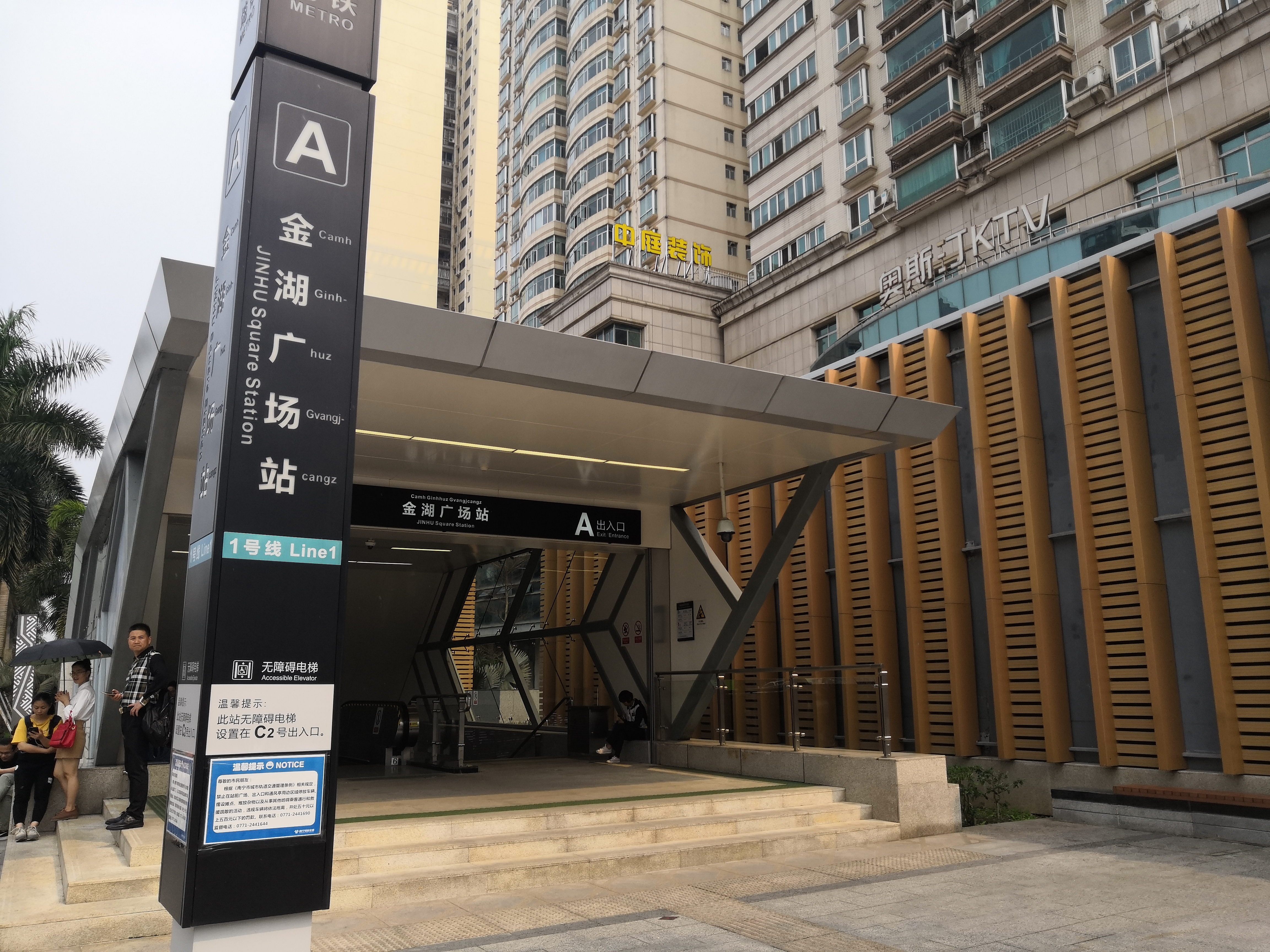
A出入口

金湖广场站是南宁轨道交通1号线和3号线的地铁换乘站，位于中华人民共和国广西壮族自治区南宁市青秀区金湖广场以东的民族大道中地下，该站于2016年6月28日开通运营。